# 商品交易总额
商品交易总额（Gross Merchandise Volume，簡稱GMV）是网络购物和電子商務中的一種概念，指的是网站的成交金额，用來表示用戶拍下後最終未支付的订单金额（包括拍下後放入購物車未支付的訂單、取消的訂單、拒收商品的訂單和退貨的訂單）和拍下後已支付的订单金额之和。